# صفحه آبخستی

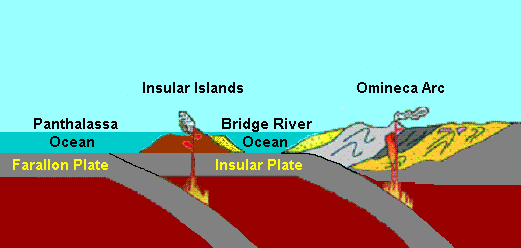
صفحات زمین‌ساختی در امتداد ساحل غربی آمریکای شمالی ۱۳۰ میلیون سال پیش

صفحهٔ آبخُستی (انگلیسی: Insular plate)، صفحه‌ای اقیانوسی باستانی بود که فرایند فرورانش آن در زیر ساحل غربی آمریکای شمالی در حدود دوره کرتاسه آغاز شد. این صفحه دارای زنجیره‌ای از جزایر آتشفشانی فعال بود که به نام جزایر آبخستی شناخته می‌شدند. با این حال، این جزایر آتشفشانی در نهایت با برخورد به ساحل غربی آمریکای شمالی و پیوستن به آن، فرایند فرورانش را متوقف کردند، زیرا صفحه آبخستی قفل شده و ناحیه فرورانش به پایان رسید.
آبخست در فارسی به معنای جزیره است.